# Volant d'inertie
Pour les articles homonymes, voir Volant.

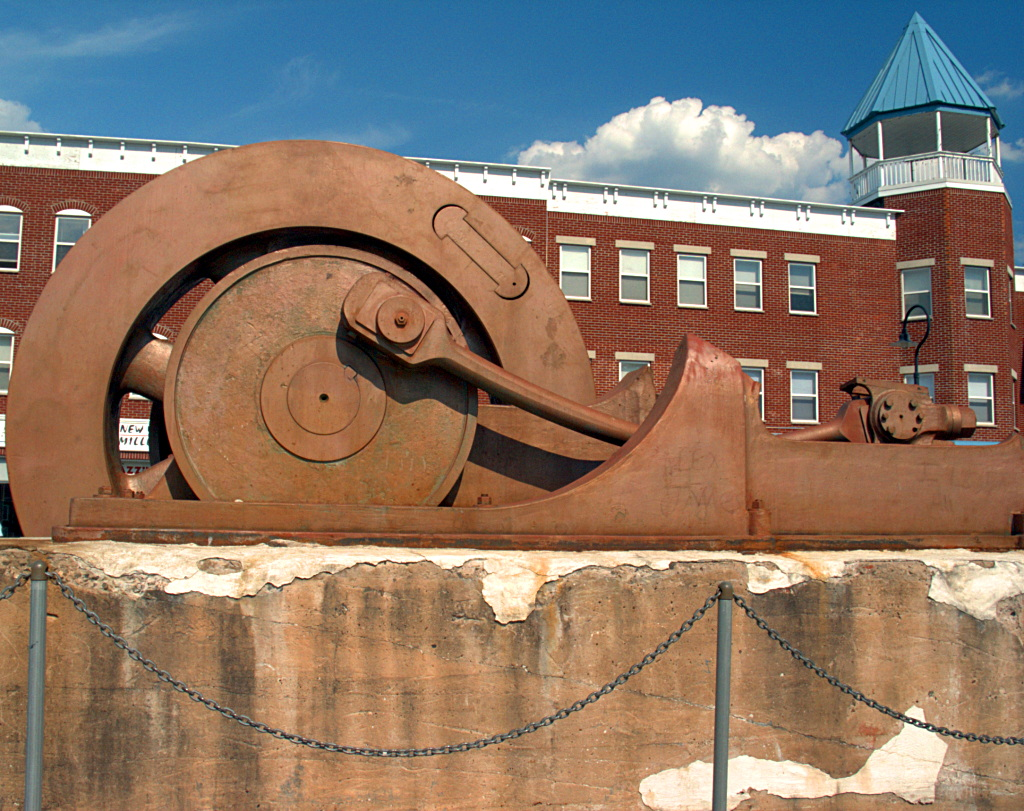
La taille et la masse de cette roue lui confèrent un pouvoir inertiel important

Animation d'une roue de meule.

Un volant d'inertie est un système rotatif permettant le stockage et la restitution d'énergie cinétique. Une masse (disque, anneau, cylindre, éventuellement couplés en un système contrarotatif, etc.) fixée sur un axe est mise en rotation par l'application d'un couple, augmentant sa vitesse de rotation et donc l'énergie emmagasinée. La quantité d'énergie est proportionnelle au carré de la vitesse de rotation. 
Sa caractéristique physique est le moment d'inertie qui exprime la répartition des masses autour de l'axe. 

## Emploi de volants d'inertie

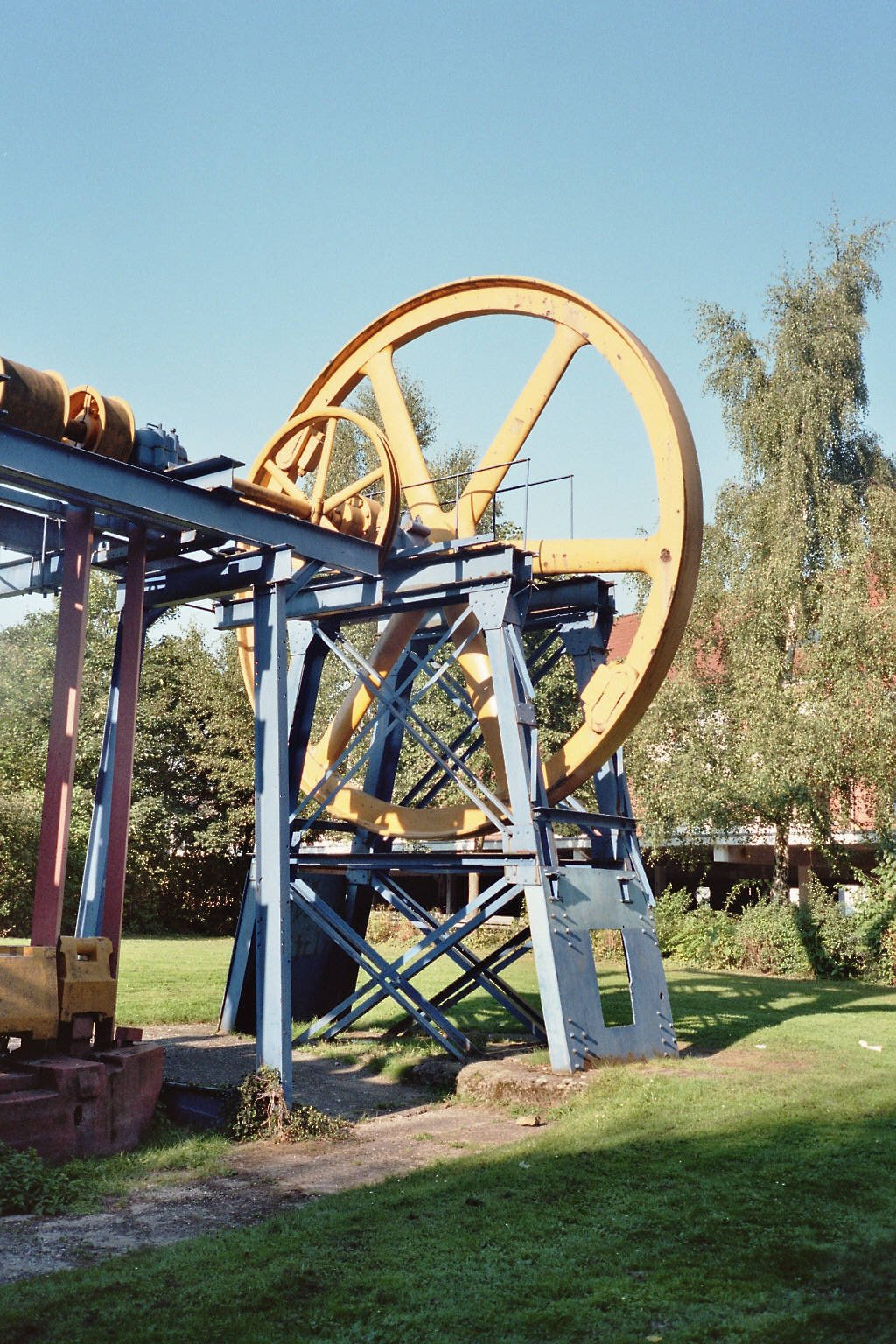
Volant d'inertie d'une machinerie dans une ancienne forge (Witten, en Allemagne).

### Perturbations liées au moteur
Par exemple, dans les moteurs thermiques, le volant d'inertie — souvent associé à la couronne de démarreur et à l'embrayage — absorbe l'irrégularité du couple moteur entraîné par à-coups par les pistons. L'ajout du volant d'inertie permet alors de diminuer les vibrations.
De plus, le volant d'inertie peut emmagasiner un excédent d'énergie sur la phase motrice (explosion), pour l'utiliser dans le franchissement du point mort (compression). Le phénomène est d'autant plus perceptible que le nombre de pistons est faible et que le régime de fonctionnement est bas.

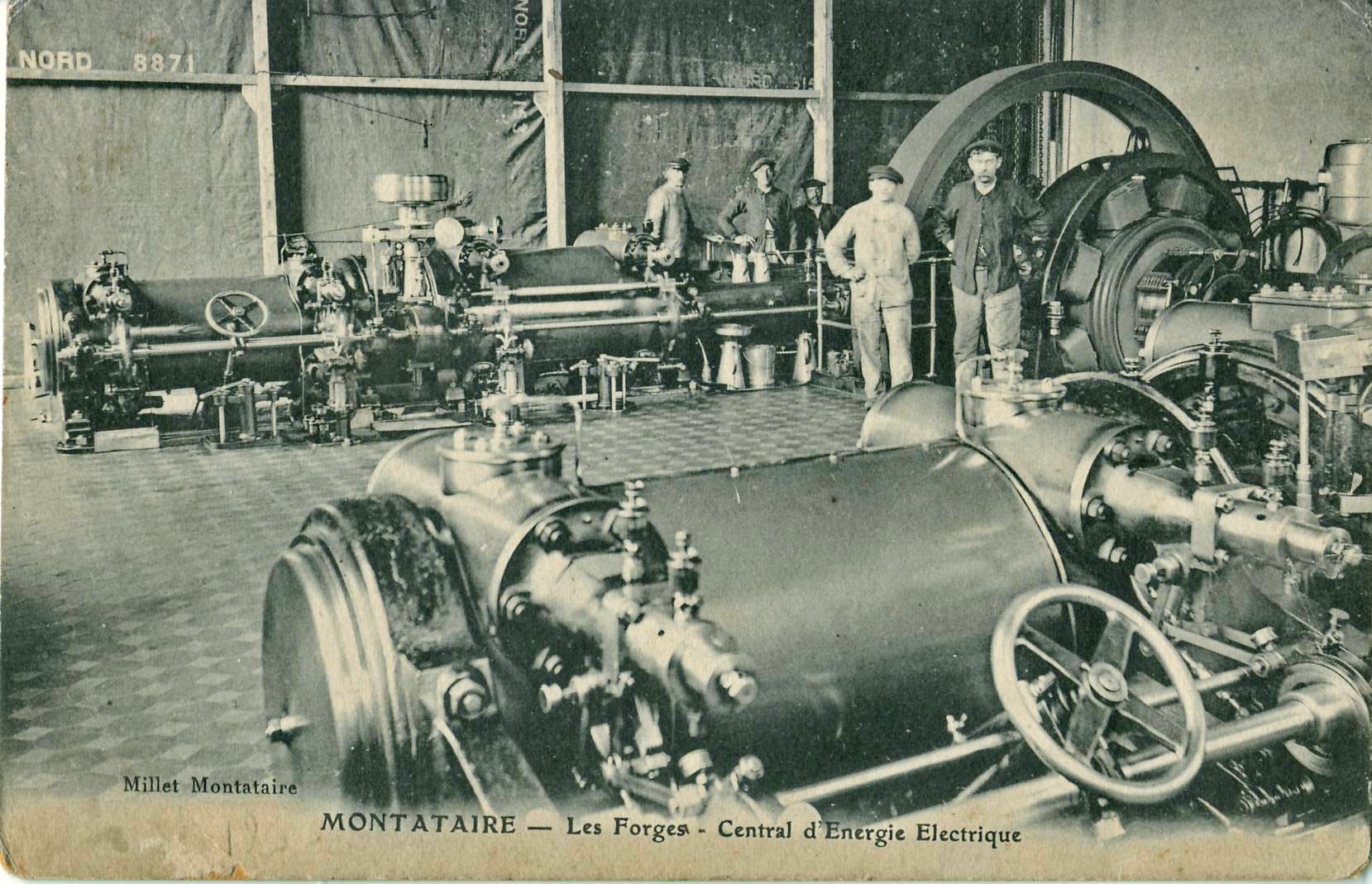
La centrale électrique d'une usine, au début du XX : au fond, la machine à vapeur entraîne, par l'intermédiaire du volant d'inertie (à l'angle), une dynamo (à droite du cliché).
Le volant permet d'amortir le fonctionnement par nature irrégulier de la machine à vapeur.

### Perturbations liées au récepteur
Les concasseurs, pour fabriquer du gravier, sont entraînés par des moteurs électriques dont le fonctionnement est très régulier. Cependant, les rochers broyés imposent en fonction de leur taille ou de leur forme des contraintes soudaines et violentes qui pourraient faire caler le moteur. L'énergie cinétique stockée dans le volant permet le passage des points durs rencontrés par le concasseur.

### Stockage d'énergie

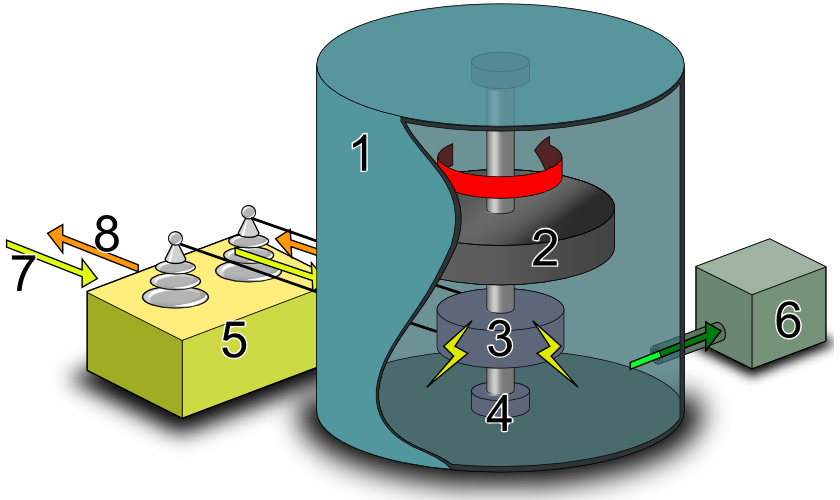
Schéma de principe d'un volant associé à un système électrique pour stocker et rendre de l'énergie électrique. Dans cet exemple la roue tourne dans une chambre sous vide pour limiter les frottements. Récemment la sustentation magnétique a encore amélioré les rendements.

En donnant de la vitesse au cylindre en rotation, on lui fournit de l'énergie qui peut être récupérée en convertissant cette énergie cinétique en une autre énergie (électrique par exemple) ce qui a pour effet de ralentir progressivement la vitesse du volant.
La capacité des volants d'inertie se trouve typiquement entre 3  et   133 kWh. Le temps de charge est typiquement de l'ordre de quelques minutes, et l'autonomie généralement comprise entre 15  et   30 minutes.
Le temps de réponse très faible permet une grande réactivité du système pour la charge et décharge, ce qui permet d'utiliser les volants d'inertie dans le réseau électrique comme stockage de courte durée pour réguler la production électrique, ou pour lisser la production d'énergie intermittente. 
Des systèmes de 2  à   6 kWh sont utilisés dans les relais télécoms. 
Les deux plus grandes installations de "fermes" de volants d'inertie, réalisées par Beacon Power (en), se trouvent aux États-Unis, et sont capables de fournir une puissance maximale de 20 MW pendant 5 minutes (pour un total de 1,66 MWh). 
Le procédé peut poser, pour les installations mobiles, un problème du fait du comportement gyroscopique du volant qui lorsqu'il tourne à grande vitesse impose des efforts énormes sur les paliers. De plus, le choix du matériau est déterminé par sa résistance et sa vitesse périphérique maximale,.
| Matériau                                 | Fibre de carbone 60 % & résine | Fibre d'aramide 60 % & résine | Fibre de verre 60 % & résine | Acier trempé 30NCD16 | Titane TA6V | Aluminium 7075 T6 |
| ---------------------------------------- | ------------------------------ | ----------------------------- | ---------------------------- | -------------------- | ----------- | ----------------- |
| Masse volumique ρ (kg/m3)                | 1500                           | 1 350                         | 2 000                        | 7 800                | 4 500       | 2 700             |
| Masse du volant (kg)                     | 42,4                           | 38,2                          | 56,5                         | 220,5                | 127,2       | 76,3              |
| Résistance à la rupture σ (MN/m2)        | 4 200                          | 2 880                         | 2 600                        | 1 000                | 800         | 500               |
| Vitesse périphérique maximale vmax (m/s) | 2 366                          | 2 066                         | 1 612                        | 506                  | 596         | 609               |
| Vitesse de rotation maximale (tr/min)    | 90 400                         | 78 900                        | 61 600                       | 19 300               | 22 800      | 23 200            |
| Énergie cinétique (kWh)                  | 26,719                         | 18,322                        | 16,541                       | 6,362                | 5,089       | 3,181             |
| Densité d'énergie (Wh/kg)                | 638                            | 486                           | 296                          | 29                   | 40          | 42                |

À noter que pour une même forme de volant - donc à volume constant - l'énergie cinétique maximale est proportionnelle à la limite élastique du matériau utilisé (la 2e ligne à partir du bas) indépendamment de sa masse volumique.

#### Exemples d'installations mobiles
Ce principe est depuis longtemps mis à profit dans de petits jouets dits à friction. Il est aussi utilisé sur différents véhicules :
- Autobus : L'idée est de récupérer l'énergie pendant la phase de ralentissement du bus pour la restituer au démarrage ;
- Formule 1 : Pour la saison 2009, l'écurie Williams avait commencé à travailler sur un système de stockage à volant d'inertie pour être utilisé dans leur système SREC, mais a abandonné l'idée au profit de batteries électrochimiques pour des raisons d'intégration dans le véhicule. Williams continue de développer des systèmes de stockage à volant d'inertie pour d'autres applications (transports en commun par exemple) avec la filiale « Williams Advanced Engineering (en) ».
- Certaines voitures de sport : Pour récupérer l'énergie lors du freinage et la réutiliser lors des accélérations, permettant ainsi une économie de carburant. Par exemple, dans la Porsche 911 GT3 hybrid 2010, l'énergie est récupérée pendant les phases de freinage puis transformée en électricité pour alimenter deux moteurs électriques de 60 kW pendant les phases d'accélération. Ainsi la puissance disponible est plus importante pendant quelques secondes.

### Transports en commun
Dans les années 1950, une variante de trolleybus, les Gyrobus, a fonctionné avec un volant d'inertie disposé à plat sous le plancher. Ils furent utilisés dans plusieurs villes belges et suisses. Ce système permettait de faire plusieurs kilomètres sans pollution avant une recharge, qui s'effectuait lors des arrêts.
Plus récemment, des constructeurs de tramways travaillent à nouveau sur l'application du volant d’inertie aux transports en commun, notamment les tramways Alstom Citadis en test en 2006 à Rotterdam et qui utilisent 2 volants contra-rotatifs pour limiter l’effet gyroscopique.

## Applications spatiales
Dans l'espace, un engin spatial est soumis à différentes forces externes (pression de radiation, champ gravitationnel…) et internes (déploiement d'équipements, rotation d'instrument ou d'équipement, phases propulsives…) qui tendent à modifier progressivement son orientation. Or celle-ci doit être généralement maintenue fixe pour différentes raisons : pointage des instruments (satellites d'observation de la Terre civils ou militaires, télescopes spatiaux, sondes spatiales), fonctionnement des panneaux solaires, liaisons avec la Terre, régulation thermique). Les écarts d'orientation peuvent être corrigés avec des impulsions de moteurs-fusées mais cela limite la durée de vie de l'engin spatial qui ne peut emporter qu'une quantité limitée des ergols consommés par la propulsion et, pour les télescopes spatiaux, la précision de pointage n'est pas suffisante. 

### Roue de réaction

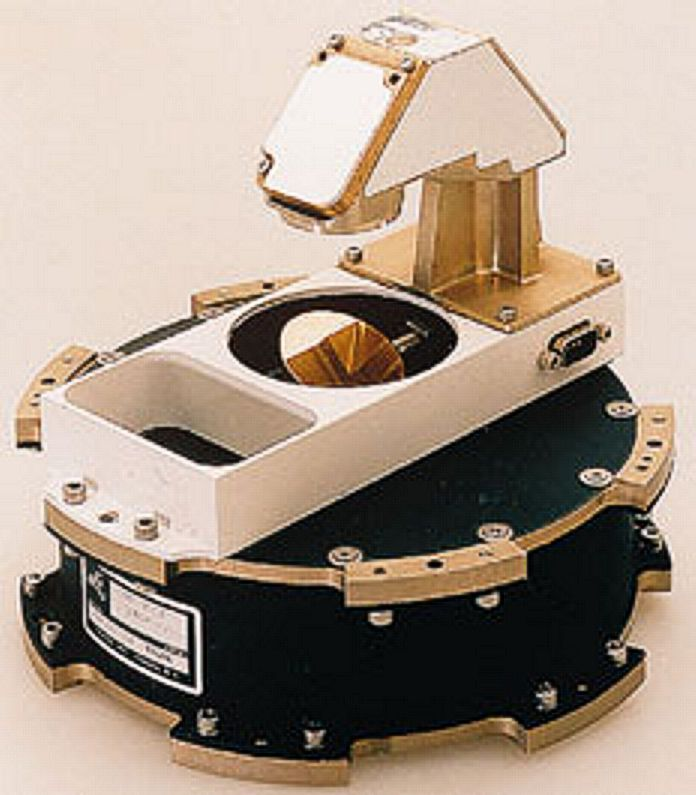
Roue de réaction couplée avec un capteur solaire chargé de détecter les changements d'orientation de l'engin spatial.

La solution généralement mise en œuvre par le système de contrôle d'attitude de l'engin spatial a recours à des roues de réaction (ou roues à inertie) pour corriger l'orientation de l'engin spatial. Une roue de réaction est un volant d'inertie dont on fait varier la vitesse pour modifier l'orientation. Un engin spatial emporte généralement au moins trois roues de réaction aux axes perpendiculaires pour pouvoir corriger tout type de déviation (une quatrième roue de réaction peut être incluse en secours.) L'énergie utilisée pour modifier la vitesse est fournie par des panneaux solaires et est donc inépuisable. 
Les forces qui font pivoter l'engin spatial sont asymétriques et la roue de réaction peut au bout d'un certain temps atteindre une vitesse maximale. Pour ramener celle-ci dans sa plage de fonctionnement  il faut avoir recours à un autre système (généralement des moteurs-fusées ou bien des magnéto-coupleurs dans le cas des nanosatellites en orbite basse) qui se charge de "désaturer" la roue de réaction. 

### Actionneur gyroscopique

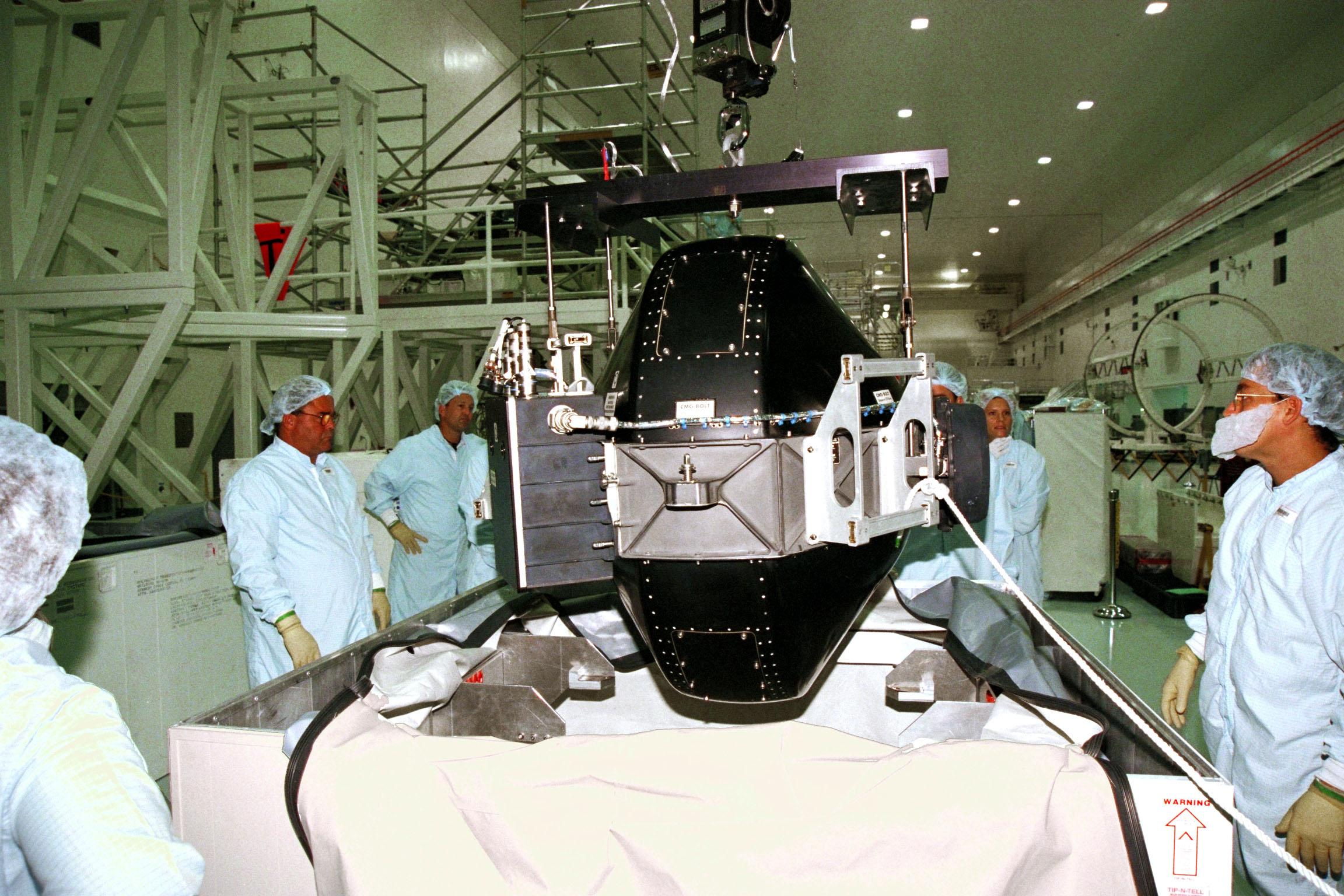
Un des quatre actionneurs gyroscopiques de la Station spatiale internationale.

À bord des stations spatiales (Station spatiale internationale, Mir, etc.) beaucoup plus massives on utilise un autre type de volant d'inertie dont le couple est moins limité. L'actionneur gyroscopique est un volant d'inertie d'une masse importante maintenu à vitesse constante dont on fait pivoter l'axe pour corriger l'orientation de la station spatiale.

## Dispositions constructives

### Volant d'inertie rigide

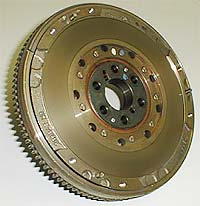
Volant d'inertie d'un moteur de véhicule de tourisme. On distingue les dents de la couronne en périphérie. L'embrayage se trouve du côté visible mais n'est pas présent ici, on peut remarquer la piste de celui-ci.

La plupart du temps, le volant d'inertie est une pièce rigide. Du fait du poids et des régimes de fonctionnement élevés, il s'agit presque toujours d'une pièce à symétrie de révolution. 
L'inertie sera d'autant plus grande que la masse est répartie loin de l'axe. Dans le cas d'un moteur thermique, le volant d'inertie compte pour beaucoup dans l'encombrement ; son grand diamètre est alors mis à profit pour y loger le mécanisme d'embrayage et pour accueillir à sa périphérie la couronne de démarreur.

### Volant bi-masse

Principe du volant moteur bi-masse.

Sur certaines automobiles, le volant d'inertie est composé de deux masses liées entre elles par des ressorts. Une des masses est solidaire du vilebrequin, la masse secondaire est solidaire de la transmission, les deux étant reliées par des taquets, un roulement à billes et des ressorts. Cela constitue un dispositif d’amortissement absorbant les trop fortes variations d'énergie cinétique, réduisant ainsi les sollicitations en torsion de la transmission.

### Régulateurs à inertie
Ces dispositifs mécaniques ont longtemps été retenus pour la régulation des machines à vapeur. L'inertie du régulateur varie par excentration de masselottes. Son effet de régulation est alors plus immédiat que celui du simple volant d'inertie rigide.
En réalité, cette inertie n'est pas régulatrice directe du mouvement de la machine, mais est utilisée pour agir sur la source d'énergie pour en contrôler le flux, et donc le régime de rotation de la machine : une augmentation de régime entraîne une diminution de l'admission (de vapeur, par ex.), ce qui provoque automatiquement une diminution du régime de rotation, et vice-versa. C'est un processus d'asservissement.

### Lévitation et guidage magnétique
La recherche dans ce domaine est continue et a débouché sur une innovation très différenciante : un système magnétique fait léviter l'axe de rotation du volant (l'arbre) à distance fixe du bâti (les paliers), les points de contacts physiques et donc les frottements sont supprimés. Ce procédé apporte le double avantage d'augmenter la durée de vie du système et d'optimiser son rendement global.

## Physique
L'énergie cinétique d'une masse tournante est 
{\displaystyle E_{r}={\frac {1}{2}}\cdot I\cdot \omega ^{2}}
où :
- {\displaystyle \omega } est la vitesse angulaire
- {\displaystyle I} est le moment d'inertie de la masse autour du centre de rotation. Le moment d'inertie mesure la résistance qui s'oppose à un couple tendant à faire tourner l'objet.

L'énergie cinétique d'un point matériel est donnée par la relation suivante:
{\displaystyle dE_{c}={\frac {1}{2}}\cdot \omega ^{2}\cdot R^{2}\cdot dM}
où :
{\displaystyle \omega } est la vitesse angulaire,
{\displaystyle R} le rayon de la trajectoire du point considéré
{\displaystyle dM} la masse élémentaire de ce point.
Un volant d'inertie, ou tout corps tournant autour d'un axe fixe, a pour énergie cinétique la somme des énergies cinétiques en chaque point. Le mouvement de rotation étant commun à tous les points, on peut mettre en facteur le paramètre de vitesse angulaire. Apparaît alors l'expression du moment d'inertie de l'ensemble:
{\displaystyle \iiint dE_{c}=\iiint {\frac {1}{2}}\cdot \omega ^{2}\cdot R^{2}\cdot dM={\frac {1}{2}}\cdot \omega ^{2}\cdot \iiint R^{2}\cdot dM}

## Autres exemples
- les outillages comme la scie circulaire, le tour à bois ou le touret à meuler tournent longtemps après l'arrêt du moteur ;
- la toupie : l'énergie transmise au départ est lentement dissipée par les frottements au contact avec le support ou avec l'air. L'effet gyroscopique maintient l'équilibre de la toupie ;
- la roue lenticulaire utilisée par les cyclistes en contre la montre confère au vélo une plus grande inertie, qui pénalise au démarrage mais garantit une meilleure régularité de régime sur le parcours.

## Production de volant d'inertie pour les réseaux d'énergies renouvelables
L'industrie métallurgique produit depuis plus d'un siècle des volants de grande taille. Depuis les années 1970, des matériaux nouveaux sont testés et utilisés (fibre de verre, fibre de carbone, béton). 
Une production dédiée de volants spécifiquement conçus pour le stockage de l'énergie et/ou la régulation des réseaux d'énergies nouvelles émerge dans les années 2010, dont en France avec dix prototypes testés dans une zone d'activité de Toulouse, puis avec l'inauguration (mi-septembre 2016) d'une usine de 4 000 m2 sur la Technopole de l’Aube en Champagne (Troyes/Rosières). Cette usine est louée à un consortium baptisé FLYPROD qui a reçu un important soutien de l'état pour une initiative retenue comme projet stratégique via le « programme d'investissements d'avenir » mis en œuvre par l'ADEME. Le projet a reçu une aide de 3,75 M€ sur un total sur 14,58 M€ d'investissement (sur trois ans et demi). Ici, c'est un volant développé avec l'université de technologie de Troyes (UTT), en fibre de carbone, dont la rotation peut être portée en quelques minutes à 10 000 tr/min, grâce à une sustentation électromagnétique limitant les frottements. L'objectif annoncé est de produire en 2017 une centaine de machines, c'est-à-dire l'équivalent de 4 MW en puissance de stockage. L'énergie stockée dans ces volants est restituée instantanément en entraînant un générateur électrique.
Énergiestro, une société française, lauréate en 2015 du prix Pulse Start up d'EDF,, et du concours Mondial d’Innovation 2030 (2014) du ministère de l'économie, développe un volant en béton dédié au solaire et intégrable dans le design des tours de panneaux des fermes solaires. Appelé VOlant de Stockage Solaire (VOSS), il récupère les surplus d’énergie solaire qui activent une rotation durable, et potentialise donc une énergie redistribuable à tout moment sous forme d'électricité. Il est fabriqué dans un béton fibré et compressé, ce qui réduit drastiquement les coûts de production sans véritablement réduire les performances. Ce volant s'utilise dans de nombreuses applications, y compris dans le désert,.